# Erepsia esterhuyseniae
Erepsia esterhuyseniae är en isörtsväxtart som beskrevs av L. Bol. Erepsia esterhuyseniae ingår i släktet Erepsia och familjen isörtsväxter. Inga underarter finns listade i Catalogue of Life.